# Вестник хирургии имени И. И. Грекова
«Ве́стник хирурги́и и́мени И. И. Гре́кова» — старейший научно-практический хирургический журнал России, основанный в 1885 году. Освещает все вопросы клинической хирургии, рассказывает о последних исследованиях, разработках и технологиях. Издаётся федеральным государственным бюджетным образовательным учреждением высшего образования «Первый Санкт-Петербургский государственный медицинский университет имени академика И. П. Павлова» Министерства здравоохранения Российской Федерации с периодичностью 6 раз в год. Входит в Список научных журналов ВАК Минобрнауки России. В разные годы журнал имел названия: «Хирургический вестник» (1885—1894), «Русский хирургический архив» (1895, 1902—1909), «Летопись русской хирургии» (1896—1901), «Хирургический архив Вельяминова» (1910—1917), «Вестник хирургии и пограничных областей» (1922—1934), «Вестник хирургии имени И. И. Грекова» (с 1934 года).

## История журнала

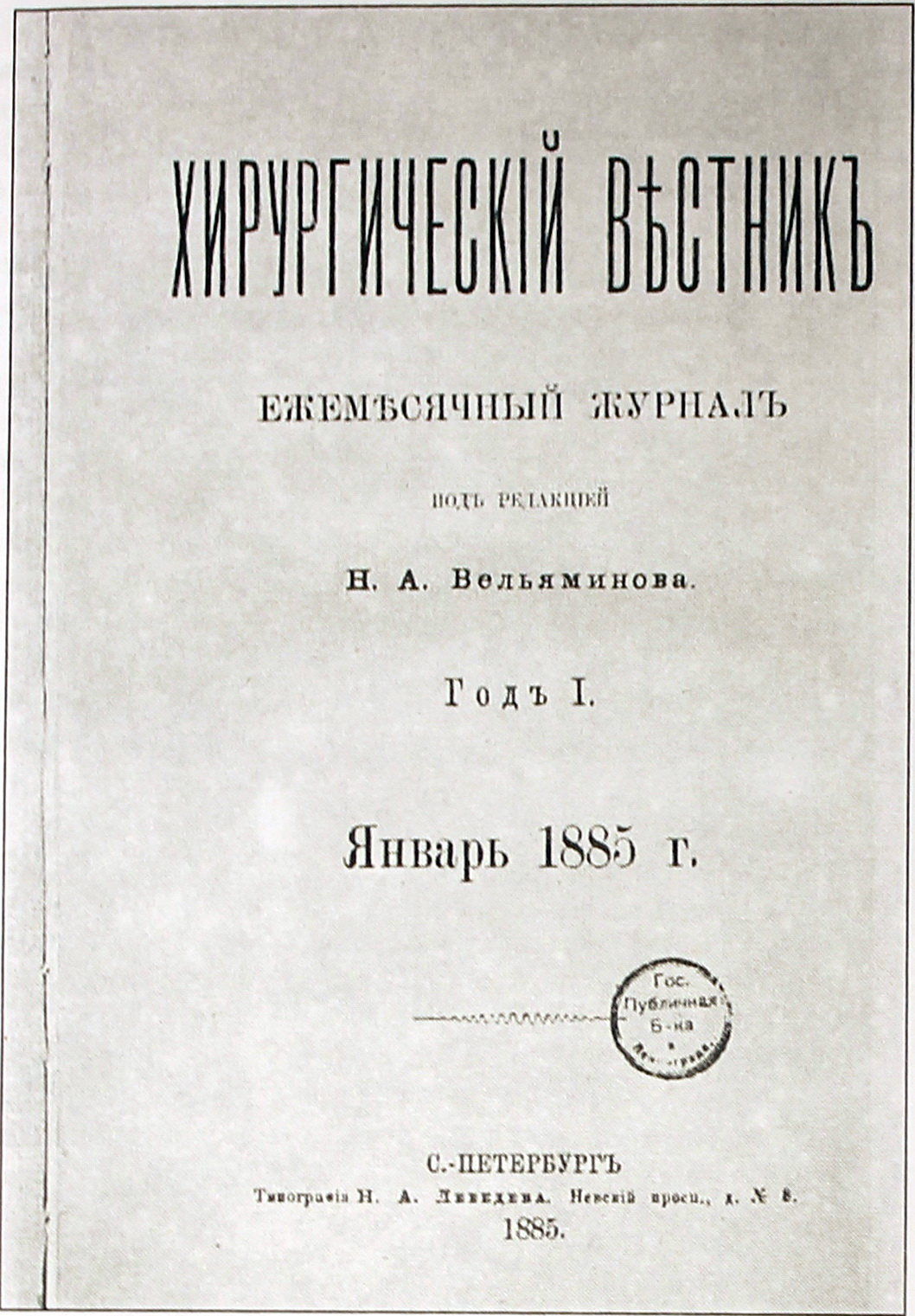
Обложка первого номера журнала «Хирургический вестник», январь 1885 года

### Основание

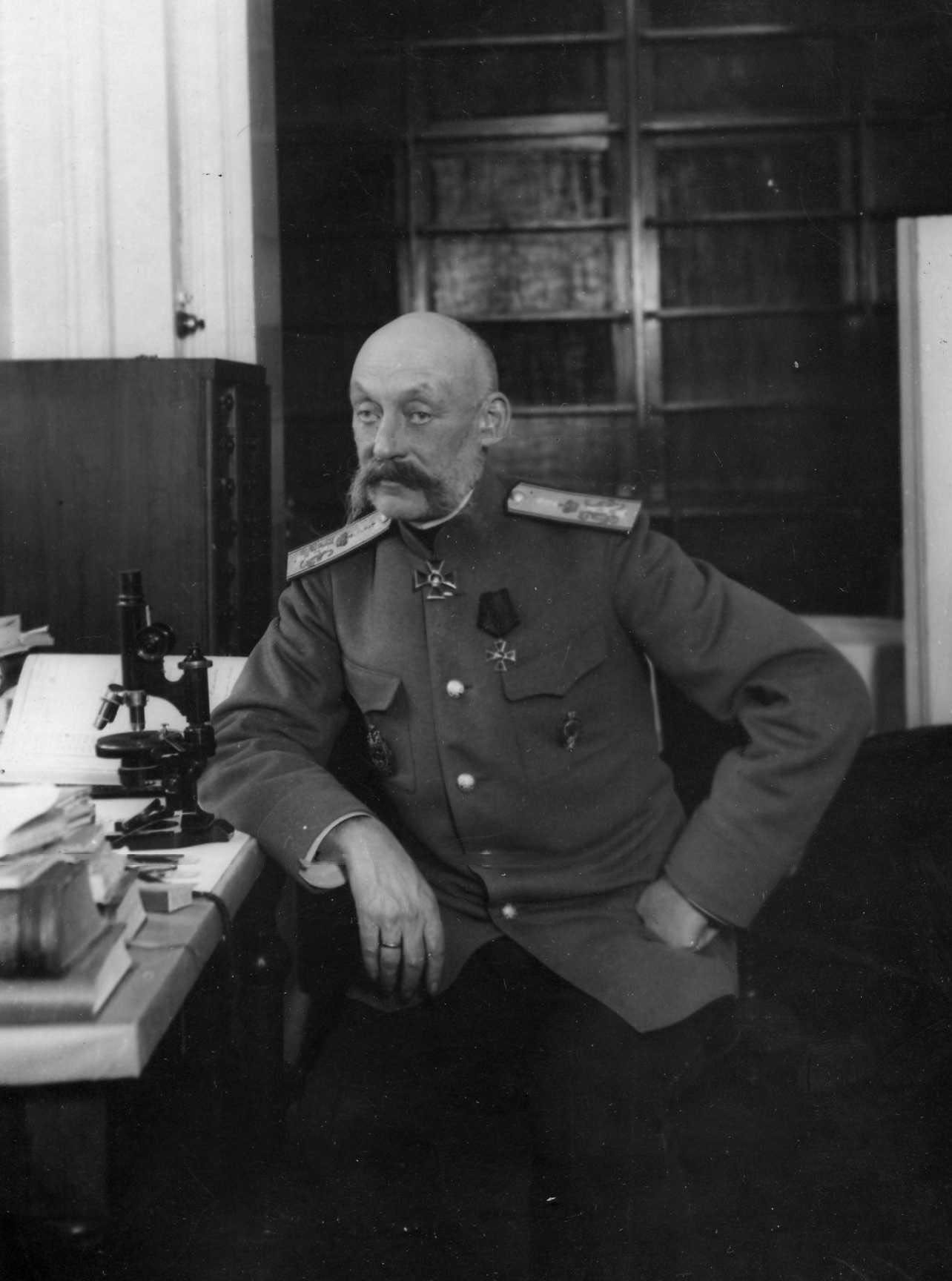
Основатель журнала Николай Александрович Вельяминов (1855—1920)

Журнал основан в январе 1885 года Николаем Александровичем Вельяминовым под названием «Хирургический вестник». Необходимость появления в России специального хирургического журнала была обусловлена бурным развитием науки в последней четверти XIX века, что в значительной мере влияло и на интенсивное развитие медицины, в частности появление асептики и антисептики, что меняло основные принципы хирургии. В этих условиях изданные ранее руководства по хирургии в значительной степени теряли свою актуальность, а вновь издаваемые очень быстро устаревали, что и послужило причиной создания в России первого специального хирургического журнала, который знакомил своих читателей с научной и практической деятельностью отечественных и зарубежных хирургов, с последними достижениями науки в области хирургии и способами их практического применения. Кроме того, отсутствие такого журнала значительно затрудняло публикацию работ российских хирургов и, как следствие, усложняло отстаивание своих научных приоритетов на международной арене.
К моменту начала выпуска журнала Н. А. Вельяминову было 29 лет, он состоял младшим врачом пехотного полка, старшим ассистентом профессора хирургии К. К. Рейера, преподавателем Женских врачебных курсов при Николаевском военном госпитале в Санкт-Петербурге. Издание журнала осуществлялось им на собственные средства, зарабатываемые посредством лечебной работы, без какой-либо поддержки со стороны официальных медицинских учреждений. Основной капитал составили 100 рублей, имевшиеся в доме Вельяминова. Вся редакция журнала была представлена Н. А. Вельяминовым и его женой — баронессой Елизаветой Марквардовной фон Котц (1853—1890). Первый вышедший номер журнала, по отзывам самого Вельяминова, был тощим, неумело редактированным, с некачественными рисунками; он содержал всего две оригинальные статьи (А. Г. Корецкого и Н. М. Волковича), две библиографические статьи (Н. А. Вельяминова и А. Г. Корецкого), 9 рефератов (три М. Ф. Рабиновича, три Г. И. Турнера и три Н. А. Вельяминова). Первоначально журнал имел всего несколько десятков подписчиков.
В течение первых лет Вельяминов так и не смог убедить чиновников Военно-Медицинского ведомства в пользе журнала и необходимости его финансовой поддержки. Н. А. Вельяминов одновременно был и издателем, и редактором нового журнала. В журнале публиковались оригинальные работы по всем проблемам хирургии, критические статьи, рефераты наиболее существенных работ, изданных за границей, что позволяло читателям журнала, особенно из провинции, ориентироваться в хирургической литературе того времени. Постепенно «Хирургический вестник» приобретал популярность и научный авторитет, пропагандируя принципы асептики и антисептики, современное обезболивание, эндоскопию, другие методы исследования и обоснованно критикуя устаревшие взгляды на лечение ран, выполнение хирургических вмешательств. Таким образом, журнал способствовал повышению уровня хирургии в России.

### До Октябрьской революции

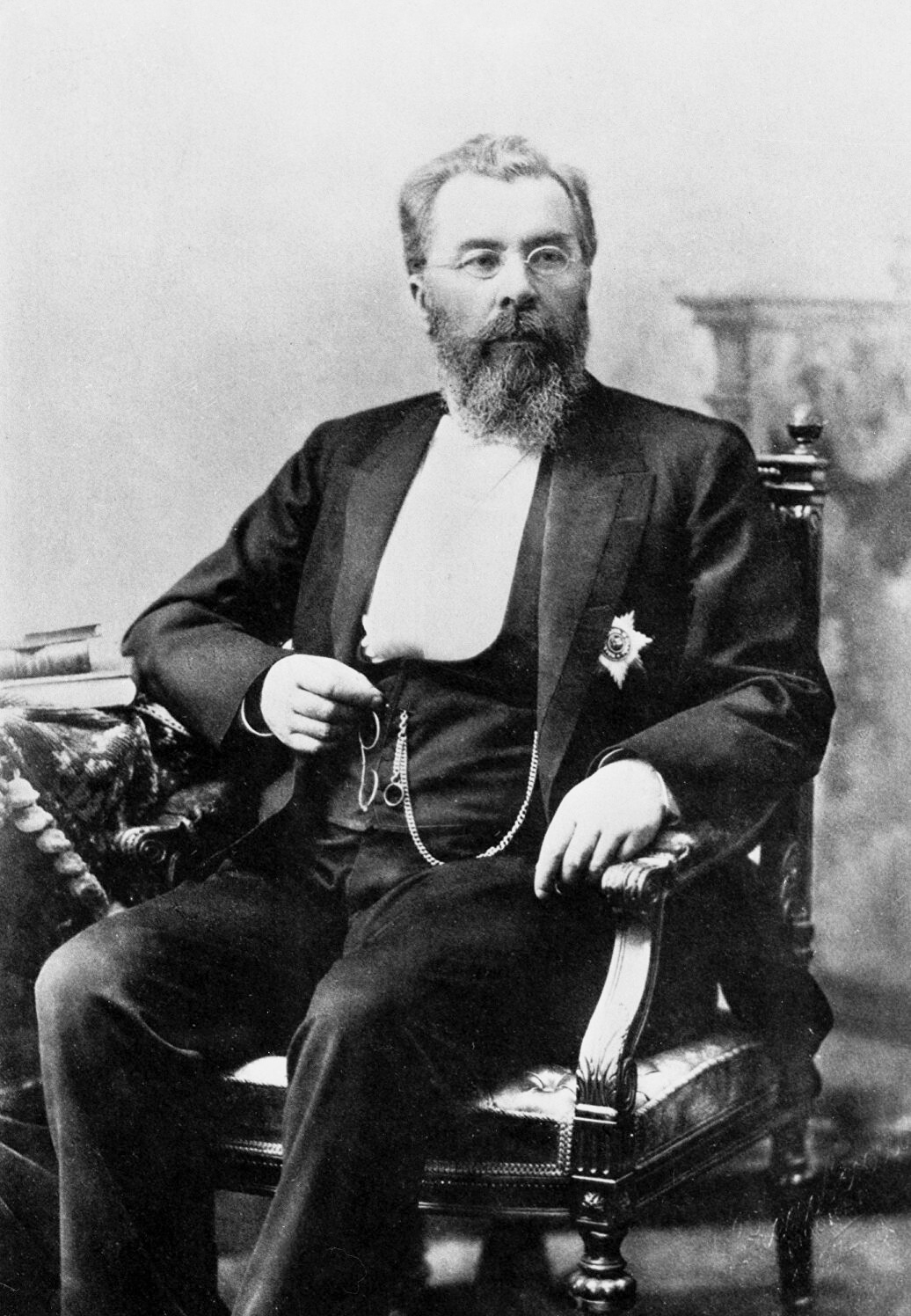
Николай Васильевич Склифосовский (1836—1904) — соредактор журнала с 1896 по 1901 год

После смерти в 1890 году супруги Н. А. Вельяминова положение журнала стало критическим: Вельяминову было крайне трудно в одиночку редактировать журнал. Кроме того, имеющийся дефицит финансирования журнала не уменьшался, а покрывать его из собственных средств стало невозможно. Также в 1891 году в Москве стал выходить в свет конкурирующий хирургический журнал «Хирургическая летопись», издававшийся Н. В. Склифосовским и П. И. Дьяконовым. Всё перечисленное подталкивало Вельяминова к мысли о прекращении издания журнала, на что он уже был готов решиться к концу 1891 года. Однако нашёлся человек, пожелавший остаться анонимным, который предложил материальную помощь изданию в течение 3 лет, что позволило не только продолжить выпуск журнала, но и расширить его.
В 1895 году журнал «Хирургический вестник» был переименован в «Русский хирургический архив», а в 1896 году — в «Летопись русской хирургии», соредактором которого, наряду с бессменным Н. А. Вельяминовым, вплоть до 1901 года становится Н. В. Склифосовский. Смена названия журнала была обусловлена некоторыми изменениями его структуры и объёма, которые зависели от условий издания. В 1901 году Н. В. Склифосовский по болезни был вынужден покинуть редакцию «Летописи русской хирургии», и в 1902 году журнал вновь изменил название на «Русский хирургический архив», а с 1910 по 1917 год назывался «Хирургический архив Вельяминова» в признание заслуг Н. А. Вельяминова как его бессменного редактора. Журнал не переставал издаваться даже в годы Первой мировой войны.
За период с 1885 по 1917 год в журнале было опубликовано более 1200 научных статей, существенное количество рефератов, обзоров литературы, рецензий, а также иных материалов, которые отражали развитие медицинской науки применительно к хирургии и практические аспекты хирургической деятельности. В журнале сотрудничали И. П. Алексинский, Н. А. Батуев, А. А. Бобров, М. А. Васильев, Н. Е. Введенский, К. Н. Виноградов, Н. М. Волкович, В. Л. Грубе, В. С. Груздев, С. Н. Делицин, А. А. Кадьян, В. В. Максимов, Н. Д. Монастырский, В. М. Мыш, В. А. Оппель, Е. В. Павлов, О. В. Петерсен, Н. Н. Петров, В. И. Разумовский, В. А. Ратимов, Э. Г. Салищев, М. С. Субботин, К. И. Суслов, А. И. Таренецкий, А. С. Таубер, В. А. Тиле, П. И. Тихонов, В. Н. Тонков, Н. Н. Трейберг, Н. П. Тринклер, Г. И. Турнер, Н. Н. Феноменов, Г. Ф. Цейдлер, С. П. Фёдоров.
За годы издания своего журнала Н. А. Вельяминов понёс убытки на 56 тысяч рублей.

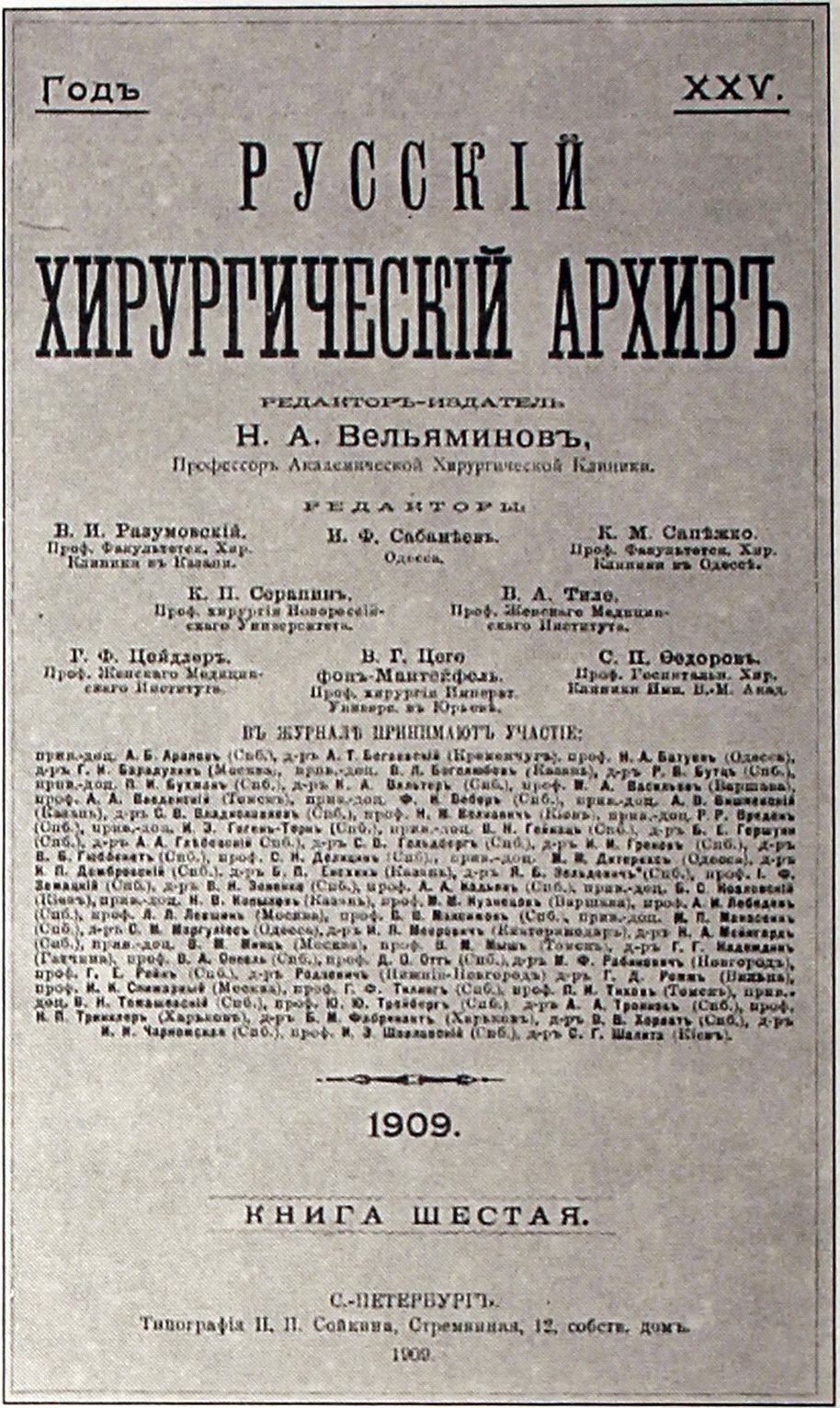
Обложка журнала «Русский хирургический архив», 1909 год
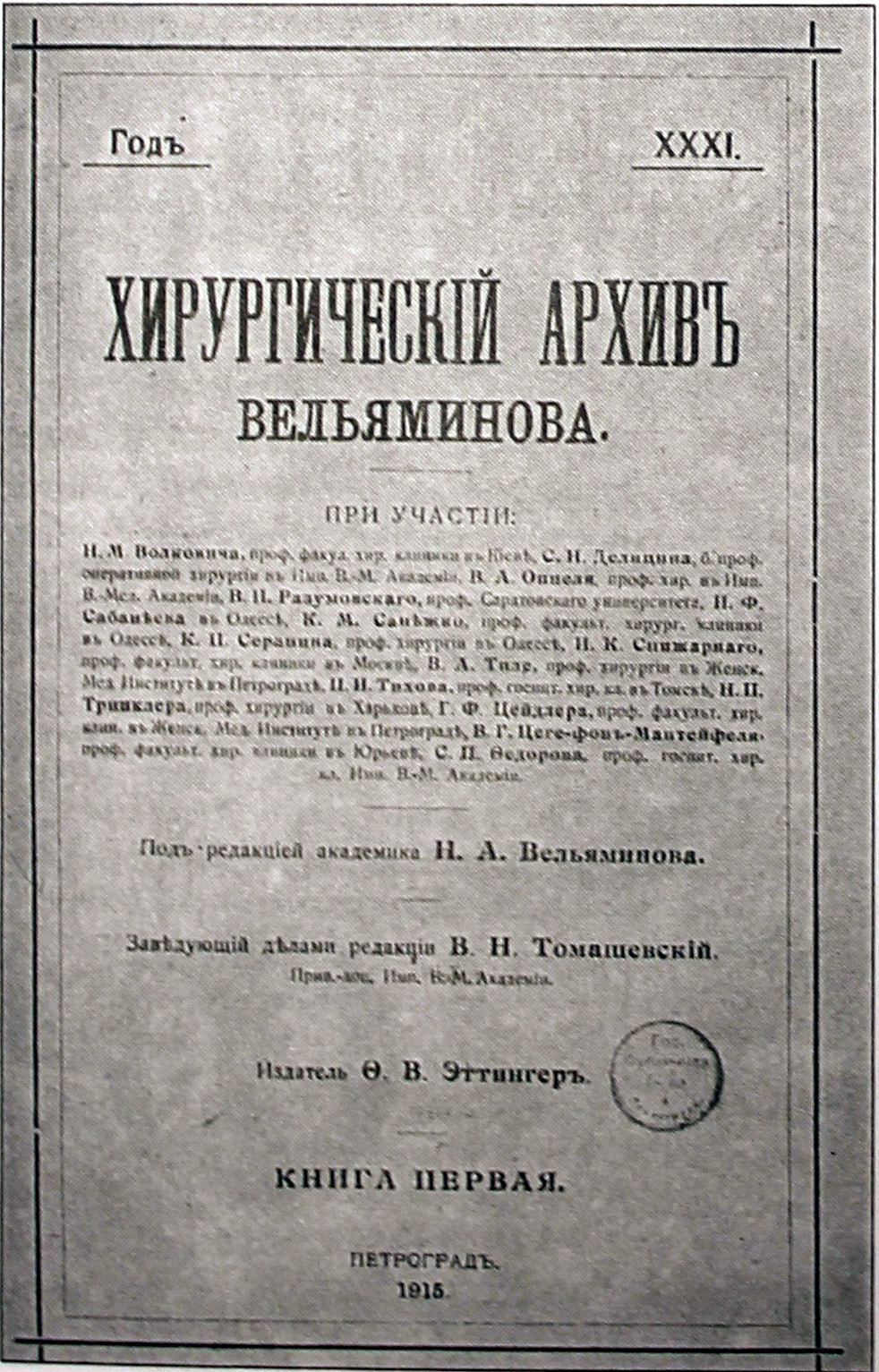
Обложка журнала «Хирургический архив Вельяминова», 1915 год

### После Октябрьской революции

Обложка журнала «Вестник хирургии и пограничных областей», 1932 год

После Октябрьской революции из-за начавшейся Гражданской войны и последовавшей разрухи в стране выпуск журнала в период 1918—1921 годов был невозможен. 9 апреля 1920 года от очередного приступа стенокардии умер Н. А. Вельяминов. В 1922 году Хирургическое общество Пирогова при поддержке государственных учреждений возобновило выпуск журнала под названием «Вестник хирургии и пограничных областей». Главным редактором возобновлённого журнала стал почётный член и почётный председатель Хирургического общества Пирогова профессор И. И. Греков, который не только редактировал статьи, но и определял тематику журнала, занимался его текущими делами и направлял его работу. В журнале стали размещаться статьи по смежным специальностям (нейрохирургии, травматологии, ортопедии и другим), ещё не имевшим в то время самостоятельных печатных изданий.
Первоначально возобновлённый журнал финансировало государство, однако с 1925 года (пятого тома) «Вестник хирургии и пограничных областей» стал органом Хирургического общества Пирогова, которое было не в состоянии полностью обеспечить финансирование издания. В связи с этим материальное бремя по изданию «Вестника» взяли на себя И. И. Греков и ряд других известных профессоров того времени. На Грекова легли и заботы по обеспечению типографии бумагой. Невзирая на эти трудности, удалось добиться регулярного выпуска журнала по 3—4 книги в год, а с 1926 года — по 10 книг в год, тираж увеличился до 1500 экземпляров. Членами редакционной коллегии в это время были такие известные деятели медицинской науки, как Р. Р. Вреден, Э. Р. Гессе, С. С. Гирголав, В. А. Оппель, Н. Н. Петров, В. М. Рокицкий, Г. И. Турнер, В. Н. Шевкуненко, а иногородними соредакторами состояли профессора П. И. Бухман (Ростов-на-Дону), А. В. Вишневский (Казань), А. В. Мартынов (Москва), А. В. Мельников (Харьков), Н. И. Напалков (Ростов-на-Дону), В. И. Парин (Пермь), В. И. Разумовский (Саратов), В. Н. Розанов (Москва), Б. К. Финкельштейн (Баку).
После скоропостижной кончины И. И. Грекова во время научного заседания 11 февраля 1934 года постановлением Президиума Ленинградского Совета РККД от 4 июня 1934 года в память о нём журнал был переименован в «Вестник хирургии имени И. И. Грекова». По постановлению Хирургического общества Пирогова от 8 марта 1934 года новым ответственным редактором журнала был избран профессор Э. Р. Гессе. При новом ответственном редакторе содержание журнала претерпело значительное количество существенных изменений: большое внимание, наряду с вопросами клинической и экспериментальной хирургии, стало уделяться военно-полевой хирургии, травматологии, методологии, а так называемые «пограничные области» были отодвинуты на задний план в связи с появлением целого ряда специализированных журналов; увеличилось с 5 до 14 количество разделов журнала.
14 августа 1937 года Э. Р. Гессе был арестован по ложному доносу и расстрелян по приговору Военного трибунала Ленинградского военного округа (посмертно полностью реабилитирован в 1959 году). В 1938—1941 годы руководство «Вестником хирургии имени И. И. Грекова» осуществлял профессор И. И. Джанелидзе.
В годы Великой Отечественной войны в тематике журнала на первое место вышли вопросы военно-полевой хирургии, хирургии повреждений, в том числе огнестрельных, проблемы восстановительного лечения раненых. Даже в условиях блокадного Ленинграда издание журнала продолжалось вплоть до сентября 1941 года (включительно), но уже следующий подготовленный к печати номер сгорел при пожаре. Суровой зимой 1941—1942 годов возобновить выпуск журнала не удалось. Однако уже весной 1943 года (до снятия блокады города) была восстановлена работа редакции «Вестника хирургии имени И. И. Грекова», а главным редактором журнала стал И. П. Виноградов. Очередной номер журнала вышел в свет в марте 1943 года тиражом 3000 экземпляров, значительная доля которого была доставлена из блокадного Ленинграда на неоккупированную советскую территорию. Это единственный пример издания научного журнала в окружённом городе за всю мировую историю. С этого момента «Вестник хирургии имени И. И. Грекова» не переставал издаваться регулярно.
И. П. Виноградов являлся редактором журнала в течение 10 лет до начала 1953 года. В этот период заместителем редактора был П. А. Куприянов, а ответственным секретарём — Н. И. Блинов. В редколлегию входили С. С. Гирголав, А. М. Заблудовский, П. Н. Напалков, Н. Н. Самарин, А. Н. Филатов, В. И. Иванов. К 1953 году тираж «Вестника хирургии имени И. И. Грекова» вырос до 8000 экземпляров, был также увеличен объём номеров.
В 1953 году должность редактора журнала занял профессор Ф. Г. Углов, за годы руководства которого была расширена редакционная коллегия и увеличен объём журнала: с 1956 года стало выходить 12 номеров по 160 страниц (10 печатных листов) ежегодно. В 1979 году тираж издания достиг 23 тысяч экземпляров.

### После распада Советского Союза
В связи с новыми экономическими реалиями, возникшими в начале 1990-х годов после распада Советского Союза, изменились условия издания «Вестника хирургии имени И. И. Грекова». Ленинградское отделение Государственного издательства «Медицина» было преобразовано в АО «Гиппократ». Журнал стал убыточным. Была нарушена регулярность выхода номеров журнала, уменьшились объём книжек и количество их в годовом комплекте. Временный переход к публикации в виде книжек, объединявших 3—6 номеров журнала и публикуемых 4 раза в год, не смог коренным образом переломить сложившуюся ситуацию. В 1994 году сложилась реальная угроза прекращения существования «Вестника хирургии им. И. И. Грекова», в связи с чем в 1995 году журнал был перерегистрирован с сохранением прежнего названия, а учредителями выступили Министерство здравоохранения РФ, Хирургическое общество Пирогова и АО «Балтийский торговый дом». С 1996 года была восстановлена периодичность издания «Вестника хирургии имени И. И. Грекова» 6 номеров в год, в журнале были восстановлены все разделы, имевшиеся в нём ранее. С 2018 года журнал выпускается издательством ПСПбГМУ им. И. П. Павлова, а с 2019-го учредителями стали Минздрав России и Первый Санкт-Петербургский государственный медицинский университет им. акад. И. П. Павлова.
Ф. Г. Углов оставался главным редактором журнала в течение 54 лет до 2006 года, когда его сменил на этом посту академик РАМН профессор Н. А. Яицкий, возглавляющий журнал до 2013 года. В настоящее время журнал возглавляет доктор медицинских наук, профессор, академик РАН С. Ф. Багненко.

## Структура журнала
Журнал имеет несколько постоянных разделов:
- Галерея отечественных хирургов
- Вопросы общей неотложной хирургии
- Хирургия органов эндокринной системы
- Ошибки и опасности в хирургии
- Трансфузиология и хирургическая гематология
- Клиническая анестезиология и реаниматология
- Наблюдения из практики
- Опыт работы
- Новые и рационализаторские предложения
- Пластическая и реконструктивная хирургия
- Хирургия детского возраста
- Хирургия пореждений
- В помощь практическому врачу
- Научные съезды и конференции
- Дискуссии
- Организация хирургической работы
- Хирургия за рубежом
- История хирургии
- Обзоры
- Протоколы заседаний хирургических обществ
- Онкохирургия
- Эндоскопия и внутрипросветная хирургия
- Неотложная хирургия
- Пластическая и восстановительная хирургия[11].

## Редколлегия

### Главный редактор
Багненко С. Ф. — академик РАН, доктор медицинских наук, профессор.
Заместитель главного редактора:
Майстренко Николай Анатольевич — доктор медицинских наук, профессор, академик РАН, заведующий кафедрой факультетской хирургии им. С. П. Федорова ФГБВОУ ВО «Военно-медицинская академия им. С. М. Кирова» Министерства обороны Российской Федерации, Санкт-Петербург, Россия
Ответственный секретарь:
Хрусталев Максим Борисович
Научные редакторы номеров:
Курыгин Александр Анатольевич — доктор медицинских наук, профессор, врач-хирург, профессор кафедры факультетской хирургии ФГБВОУ ВО "Военно-медицинская академия им. С. М. Кирова Министерства обороны Российской Федерации, Санкт-Петербург, Россия
Лазарев Сергей Михайлович — доктор медицинских наук, профессор кафедры госпитальной хирургии СПбГПУ, врач-хирург высшей квалификационной категории
Редакционная коллегия
Акопов Андрей Леонидович — доктор медицинских наук, профессор, заведующий кафедрой клинической анатомии и оперативной хирургии имени профессора М. Г. Привеса, руководитель отдела торакальной хирургии НИИ хирургии неотложной медицины ПСПбГМУ им. академика И. П. Павлова, Санкт-Петербург, Россия
Аль-Шукри Сальман Хасунович — доктор медицинских наук, профессор, заведующий кафедрой урологии с курсом урологии с клиникой, ФГБОУ ВО ПСПбГМУ им. И. П. Павлова Минздрава России, Санкт-Петербург, Россия,
Гранов Дмитрий Анатольевич — доктор медицинских наук, профессор, член-корреспондент РАН, заведующий кафедрой радиологии и хирургический технологий ФГБОУ ВО ПСПбГМУ им. И. П. Павлова Минздрава России, Санкт-Петербург, Россия
Земляной Вячеслав Петрович — доктор медицинских наук, профессор, заведующий кафедрой факультетской хирургии им. И. И. Грекова ФГБОУ СЗГМУ им. И. И. Мечникова, Санкт-Петербург, Россия
Зубарев Петр Николаевич — доктор медицинских наук, профессор, заведующий кафедрой общей хирургии им. И. Ф. Буша Военно-медицинской академии (ВМедА) им. С. М. Кирова, главный онколог ВМедА, Санкт-Петербург, Россия
Королев Михаил Павлович — доктор медицинских наук, профессор, заведующий кафедрой общей хирургии с курсом эндоскопии и ухода за хирургическим больным ФГБОУ ВО СПбГПМУ Минздрава России, Санкт-Петербург, Россия
Котив Богдан Николаевич — доктор медицинских наук, профессор, заместитель начальника ФГБВОУ ВО "Военно-медицинская академия им. С. М. Кирова Министерства обороны Российской Федерации по клинической работе ФГБВОУ ВО "Военно-медицинская академия им. С. М. Кирова Министерства обороны Российской Федерации, Санкт-Петербург, Россия
Манихас Георгий Моисеевич — доктор медицинских наук, профессор, заведующий кафедрой онкологии ФПО ФГБОУ ВО ПСПбГМУ им. акад. И. П. Павлова Минздрава России
Неверов Валентин Александрович — доктор медицинских наук, заслуженный врач РФ, профессор, руководитель Федерального центра эндопротезирования детей и подростков, президент Ассоциации травматологов-ортопедов Санкт-Петербурга и Ленинградской области, заведующий кафедрой травматологии и ортопедии ФГБОУ СЗГМУ им. И. И. Мечникова, Санкт-Петербург, Россия
Полушин Юрий Сергеевич — доктор медицинских наук, профессор, академик РАН, проректор по научной работе, руководитель центра анестезиологии-реанимации, заведующий кафедрой анестезиологии и реаниматологии ФГБОУ ВО ПСПбГМУ им. И. П. Павлова Минздрава России, Санкт-Петербург, Россия
Поташов Лев Васильевич — доктор медицинских наук, профессор кафедры хирургии общей с клиникой, ФГБОУ ВО ПСПбГМУ им. И. П. Павлова Минздрава России, Санкт-Петербург, Россия
Семёнов Дмитрий Юрьевич — доктор медицинских наук, профессор, директор Государственного бюджетного учреждения здравоохранения Московской области «Московский областной научно-исследовательский клинический институт им. М. Ф. Владимирского», Москва, Россия
Хилько Виталий Александрович — доктор медицинских наук, профессор, академик РАН, генерал-майор медицинской службы в отставке, руководитель Научно-практического нейрохирургического центра при городской многопрофильной больнице № 2, ФГБВОУ ВО "Военно-медицинская академия им. С. М. Кирова Министерства обороны Российской Федерации, Санкт-Петербург, Россия
Хубулава Геннадий Григорьевич — доктор медицинских наук, профессор, член-корреспондент РАН, лауреат Государственной премии РФ, главный кардиохирург Северо-Западного федерального округа РФ, начальник 1-й кафедры сердечно-сосудистой хирургии имени академика П. А. Куприянова ФГКВОУ ВПО «Военно-медицинская академия имени С. М. Кирова» Министерства обороны Российской Федерации, Санкт-Петербург, Россия
Шевченко Юрий Леонидович — доктор медицинских наук, профессор, академик РАН, генерал-полковник медицинской службы в отставке, заслуженный врач РФ, заслуженный деятель науки РФ, Президент и основатель ФГБУ «Национальный медико-хирургический центр имени Н. И. Пирогова», Москва, Россия

## Редакционный совет
| Фамилия            | Город           | Страна        |
| ------------------ | --------------- | ------------- |
| Яицикий Н. А.      | Санкт-Петербург | Флаг России   |
| Акчурин Р. С.      | Москва          | Флаг России   |
| Белый В. Я.        | Киев            | Флаг Украины  |
| Важенин А. В.      | Челябинск       | Флаг России   |
| Григорьев Е. Г.    | Иркутск         | Флаг России   |
| Дуданов И. П.      | Петрозаводск    | Флаг России   |
| Емельянов С. И.    | Москва          | Флаг России   |
| Зайцев Е. И.       | Санкт-Петербург | Флаг России   |
| Красильников Д. М. | Казань          | Флаг России   |
| Кубышкин В. А.     | Москва          | Флаг России   |
| Мирошников Б. И.   | Санкт-Петербург | Флаг России   |
| Немилова Т. К.     | Санкт-Петербург | Флаг России   |
| Порханов В. А.     | Краснодар       | Флаг России   |
| Прудков М. И.      | Екатеринбург    | Флаг России   |
| Томпсон Д. Б.      | Рочестер        | Флаг США      |
| Фёдоров Е. Д.      | Москва          | Флаг России   |
| Хубулава Г. Г.     | Санкт-Петербург | Флаг России   |
| Черкасов М. Ф.     | Ростов-на-Дону  | Флаг России   |
| Шапкин Ю. Г.       | Саратов         | Флаг России   |
| Шелыгин Ю. А.      | Москва          | Флаг России   |
| Щербук Ю. А.       | Санкт-Петербург | Флаг России   |
| Яблонский П. К.    | Санкт-Петербург | Флаг России   |
| Якоб Х.            | Эссен           | Флаг Германии |